# 罗伯托·诺夫莱

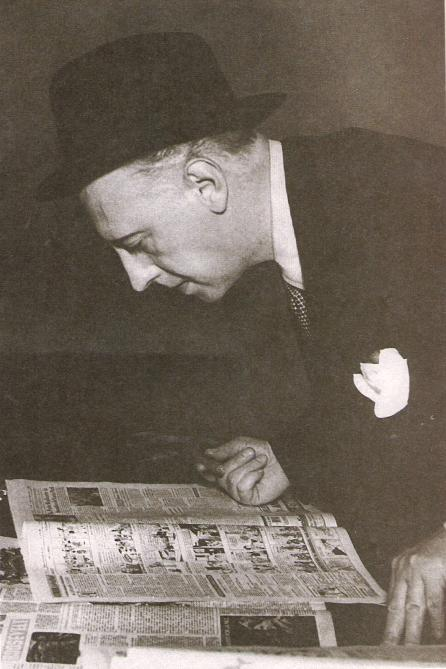
罗伯托·诺夫莱

罗伯托·诺夫莱（1902年9月9日 - 1969年1月12日）是阿根廷政治人物、记者和出版商，他是號角報的創辦人。 

## 生平
他青少年时期就支持社会主义，並參與科尔多瓦大学自治运动。他在拉普拉塔国立大学获得法学学位后加入了阿根廷社会党。 
後來罗伯托·诺夫莱当选阿根廷国家众议院議員。 